# Stilpnus rossicus
Stilpnus rossicus är en stekelart som beskrevs av Jussila 1987. Stilpnus rossicus ingår i släktet Stilpnus och familjen brokparasitsteklar. Inga underarter finns listade i Catalogue of Life.